# Knuffelrock
KnuffelRock is een serie van verzamelalbums uitgebracht op cd. De muziek bestaat voornamelijk uit romantische, pop-, rock-, soul- en r&b-muziek.
KnuffelRock heeft een gelijknamige versie in Vlaanderen, een versie in Wallonie, namelijk Rockmantique en een versie in Duitsland, namelijk KuschelRock. De Nederlandse versie is gestart in 1992 en is dus twee jaar later dan het Belgische Knuffelrock (1990) en vier jaar later dan het Duitse KuschelRock (1988) opgezet. Het grootste deel van de muziek op de albums uit de begin jaren komt overeen met de in datzelfde jaar uitgebrachte versies in België en Duitsland. Dat betekent dat de eerste Nederlandse editie van KnuffelRock overeenkomt met de Belgische Knuffelrock 3 en het Duitse KuschelRock 5, enz. Sommige nummers zijn echter vervangen door nummers die in Nederland bekender zijn, of alleen in Nederland zijn uitgebracht.

## Edities
In Nederland zijn er tot nu toe in totaal 37 KnuffelRock-edities uitgebracht inclusief 15 varianten van de normale reeks, zoals KnuffelKlassiek, KnuffelBallads en de Top 100. Daarnaast is er voor ECI een speciale KnuffelRock-collectie uitgebracht dat uit 12 albums bestaat.
| Editie                             | Verschijningsjaar |
| ---------------------------------- | ----------------- |
| KnuffelRock                        | 1992              |
| KnuffelRock 2                      | 1993              |
| KnuffelRock 3                      | 1994              |
| KnuffelRock 4                      | 1995              |
| KnuffelRock 5                      | 1996              |
| KnuffelRock 6                      | 1997              |
| KnuffelRock 7                      | 1998              |
| KnuffelRock 8                      | 1999              |
| KnuffelRock 9                      | 2000              |
| KnuffelRock 10                     | 2001              |
| KnuffelRock 11                     | 2002              |
| KnuffelRock 12                     | 2003              |
| KnuffelRock 13                     | 2004              |
| KnuffelRock 14                     | 2005              |
| KnuffelRock 15                     | 2006              |
| KnuffelRock 16                     | 2007              |
| KnuffelRock 17                     | 2008              |
| KnuffelRock 2010                   | 2009              |
| KnuffelRock 2011                   | 2010              |
| KnuffelRock 2012                   | 2011              |
| KnuffelRock 2013                   | 2012              |
| KnuffelRock 2014                   | 2013              |
| KnuffelRock 2015                   | 2014              |
| knuffelRock 2016                   | 2015              |
| KnuffelRock 2017                   | 2016              |
| KnuffelRock 2018                   | 2017              |
| KnuffelRock 2019                   | 2018              |
| KnuffelRock 2020                   | 2019              |
| KnuffelRock 2021                   | 2020              |
| Varianten                          | Verschijningsjaar |
| Knuffel Klassiek                   | 1996              |
| Het mooiste van 5 jaar KnuffelRock | 1997              |
| Knuffel Klassiek 2                 | 1997              |
| Knuffel Klassiek 3                 | 1998              |
| KnuffelRock Filmhits               | 1999              |
| Knuffel Klassiek                   | 1999              |
| Knuffel Kerst                      | 2000              |
| Knuffel Soul                       | 2001              |
| Knuffel Chansons                   | 2002              |
| Knuffel Classic (Classic FM)       | 2003              |
| Knuffel Classic                    | 2003              |
| Knuffel Ballads (ECI 40 jaar)      | 2007              |
| KnuffelRock Top 100                | 2009              |
| KnuffelRock Top 100                | 2010              |
| KnuffelRock Top 100                | 2016              |
| KnuffelRock Top 100 (2019)         | 2019              |
| KnuffelRock Classics Top 100       | 2011              |
| ECI-Collectie                      | Verschijningsjaar |
| Knuffel R&B                        | 2006              |
| Knuffel Pop                        | 2006              |
| Knuffel 70's vol. 1                | 2006              |
| Knuffel 80's vol. 1                | 2006              |
| Knuffel 70's vol. 2                | 2007              |
| Knuffel 80's vol. 2                | 2007              |
| Knuffel 90's                       | 2007              |
| Knuffel Nederpop                   | 2007              |
| Knuffel Duets                      | 2007              |
| Knuffel Soul                       | 2007              |
| Knuffel Soft Rock                  | 2007              |
| Knuffel 60's                       | 2007              |

## Hitlijsten
Onderstaand de prestaties van KnuffelRock in de hitlijsten, zoals ze bij GfK Dutch Charts staan aangegeven.
| Album Top 100 |             |              |                         |                         |
| Album         | Piekpositie | Aantal weken | Binnenkomst             | Laatste weeknotering    |
| ------------- | ----------- | ------------ | ----------------------- | ----------------------- |
| KnuffelRock   | 3 (1 week)  | 20           | 12/09/1992 (Positie 43) | 30/01/1993 (Positie 18) |

| Compilation Top 30                                               |             |              |                         |                         |
| Album                                                            | Piekpositie | Aantal weken | Binnenkomst             | Laatste weeknotering    |
| ---------------------------------------------------------------- | ----------- | ------------ | ----------------------- | ----------------------- |
| KnuffelRock                                                      | 6 (1 week)  | 18           | 06/02/1993 (Positie 6)  | 05/06/1993 (Positie 30) |
| KnuffelRock 2                                                    | 4 (2 weken) | 28           | 16/10/1993 (Positie 27) | 30/04/1994 (Positie 29) |
| KnuffelRock 3                                                    | 5 (3 weken) | 23           | 12/11/1994 (Positie 16) | 22/04/1995 (Positie 25) |
| KnuffelRock 4                                                    | 3 (1 week)  | 24           | 28/10/1995 (Positie 19) | 13/04/1996 (Positie 30) |
| KnuffelRock 5                                                    | 1 (2 weken) | 17           | 12/10/1996 (Positie 4)  | 08/02/1997 (Positie 24) |
| KnuffelRock 6                                                    | 1 (3 weken) | 21           | 11/10/1997 (Positie 4)  | 20/02/1999 (Positie 28) |
| KnuffelRock 7                                                    | 3 (2 weken) | 21           | 03/10/1998 (Positie 12) | 06/03/1999 (Positie 27) |
| KnuffelRock 8                                                    | 2 (3 weken) | 18           | 02/10/1999 (Positie 9)  | 05/02/2000 (Positie 29) |
| KnuffelRock 9                                                    | 2 (4 weken) | 21           | 30/09/2000 (Positie 7)  | 24/02/2001 (Positie 27) |
| KnuffelRock 10                                                   | 2 (1 week)  | 19           | 27/10/2001 (Positie 15) | 16/03/2002 (Positie 29) |
| KnuffelRock 11                                                   | 6 (1 week)  | 16           | 05/10/2002 (Positie 22) | 01/03/2003 (Positie 27) |
| KnuffelRock 12                                                   | 2 (2 weken) | 21           | 18/10/2003 (Positie 17) | 06/03/2004 (Positie 28) |
| KnuffelRock 13                                                   | 3 (1 week)  | 13           | 23/10/2004 (Positie 23) | 15/01/2005 (Positie 26) |
| KnuffelRock 14                                                   | 2 (1 week)  | 25           | 19/11/2005 (Positie 3)  | 06/05/2006 (Positie 28) |
| KnuffelRock 15                                                   | 7 (2 weken) | 15           | 02/12/2006 (Positie 8)  | 10/03/2007 (Positie 25) |
| KnuffelRock 16                                                   | 7 (1 week)  | 12           | 01/12/2007 (Positie 12) | 16/02/2008 (Positie 12) |
| KnuffelRock 17                                                   | 7 (1 week)  | 8            | 14/02/2009 (Positie 18) | 23/05/2009 (Positie 26) |
| KnuffelRock 2010                                                 | 8 (1 week)  | 11           | 19/12/2009 (Positie 11) | 27/02/2010 (Positie 25) |
| KnuffelRock 2011                                                 | 8 (1 week)  | 10           | 05/02/2011 (Positie 10) | 09/04/2011 (Positie 24) |
| KnuffelRock 2012                                                 | 2 (3 weken) | 10           | 12/05/2012 (Positie 2)  | 14/07/2012 (Positie 18) |
| KnuffelRock 2013                                                 | 2 (3 weken) | 31           | 04/05/2013 (Positie 2)  | 11/01/2014 (Positie 28) |
| KnuffelKerst                                                     | 2 (2 weken) | 18           | 02/12/2000 (Positie 17) | 25/12/2004 (Positie 24) |
| KnuffelRock Special Edition - De Mooiste Film-Hits Allertijden   | 4 (1 week)  | 11           | 03/04/1999 (Positie 30) | 12/06/1999 (Positie 27) |
| KnuffelRock Special Edition - Het Mooiste Van 5 Jaar KnuffelRock | 5 (2 weken) | 9            | 07/06/1997 (Positie 14) | 02/08/1997 (Positie 28) |